# Giro d'Italia 2022
Giro d'Italia 2022 var den 105. udgave af Giro d'Italia. Den italienske Grand Tour startede 6. maj 2022 og sluttede 29. maj.
Den 3. november 2021 blev Grande Partenza præsenteret og de første 3 etaper skulle foregå i Ungarn, som det oprindeligt var planen i 2020, men måtte flyttes pga. coronaviruspandemien.
Løbet blev vundet af australske Jai Hindley fra Bora-Hansgrohe, som vandt med 1 minut og 18 sekunder foran ecuadorianske Richard Carapaz fra Ineos Grenadiers.

## Etaper
| Etape     | Dato    | Start – Mål                                                    | type              | Afstand (km) | Elevation (m) | Etapevinder          | Førende rytter       |
| --------- | ------- | -------------------------------------------------------------- | ----------------- | ------------ | ------------- | -------------------- | -------------------- |
| 1. etape  | 6. maj  | Budapest – Visegrád                                            | flad etape        | 195          | 900 m         | Mathieu van der Poel | Mathieu van der Poel |
| 2. etape  | 7. maj  | Budapest – Budapest                                            | enkeltstart       | 9,2          | 150 m         | Simon Yates          | Mathieu van der Poel |
| 3. etape  | 8. maj  | Kaposvár – Balatonfüred                                        | flad etape        | 201          | 890 m         | Mark Cavendish       | Mathieu van der Poel |
|           | 9. maj  | Transfer til Italien                                           | Hviledag          |              |               |                      |                      |
| 4. etape  | 10. maj | Avola – Etna                                                   | bjergetape        | 172          | 3.500 m       | Lennard Kämna        | Juan Pedro López     |
| 5. etape  | 11. maj | Catania – Messina                                              | flad etape        | 174          | 1.200 m       | Arnaud Démare        | Juan Pedro López     |
| 6. etape  | 12. maj | Palmi – Scalea                                                 | flad etape        | 192          | 900 m         | Arnaud Démare        | Juan Pedro López     |
| 7. etape  | 13. maj | Diamante – Potenza                                             | middel bjergetape | 196          | 4.510 m       | Koen Bouwman         | Juan Pedro López     |
| 8. etape  | 14. maj | Napoli – Napoli                                                | kuperet etape     | 153          | 2.130 m       | Thomas De Gendt      | Juan Pedro López     |
| 9. etape  | 15. maj | Isernia – Blockhaus                                            | bjergetape        | 191          | 5.000 m       | Jai Hindley          | Juan Pedro López     |
|           | 16. maj | Hviledag                                                       | Hviledag          |              |               |                      |                      |
| 10. etape | 17. maj | Pescara – Jesi                                                 | kuperet etape     | 196          | 1.760 m       | Biniam Girmay        | Juan Pedro López     |
| 11. etape | 18. maj | Santarcangelo di Romagna – Reggio Emilia                       | flad etape        | 203          | 480 m         | Alberto Dainese      | Juan Pedro López     |
| 12. etape | 19. maj | Parma – Genova                                                 | kuperet etape     | 204          | 2.600 m       | Stefano Oldani       | Juan Pedro López     |
| 13. etape | 20. maj | Sanremo – Cuneo                                                | flad etape        | 150          | 1.450 m       | Arnaud Démare        | Juan Pedro López     |
| 14. etape | 21. maj | Santena – Torino                                               | kuperet etape     | 147          | 3.000 m       | Simon Yates          | Richard Carapaz      |
| 15. etape | 22. maj | Rivarolo Canavese – Cogne                                      | bjergetape        | 177          | 3.980 m       | Giulio Ciccone       | Richard Carapaz      |
|           | 23. maj | Hviledag                                                       | Hviledag          |              |               |                      |                      |
| 16. etape | 24. maj | Salò – Aprica                                                  | bjergetape        | 202          | 5.250 m       | Jan Hirt             | Richard Carapaz      |
| 17. etape | 25. maj | Ponte di Legno – Lavarone                                      | bjergetape        | 168          | 3.730 m       | Santiago Buitrago    | Richard Carapaz      |
| 18. etape | 26. maj | Borgo Valsugana – Treviso                                      | flad etape        | 156          | 1.150 m       | Dries De Bondt       | Richard Carapaz      |
| 19. etape | 27. maj | Marano Lagunare – Santuario della Beata Vergine di Castelmonte | middel bjergetape | 178          | 3.230 m       | Koen Bouwman         | Richard Carapaz      |
| 20. etape | 28. maj | Belluno – Marmolada                                            | bjergetape        | 168          | 4.490 m       | Alessandro Covi      | Jai Hindley          |
| 21. etape | 29. maj | Verona – Verona                                                | enkeltstart       | 17,4         | 280 m         | Matteo Sobrero       | Jai Hindley          |

## Trøjernes fordeling gennem løbet
| Etape     |                   | Vinder _             | Samlede stilling     | Pointtrøje           | Bjergtrøje           | Ungdomstrøje     | Indlagt spurt _              | Udbrud _                     | Holdkonkurrence _                  |
| --------- | ----------------- | -------------------- | -------------------- | -------------------- | -------------------- | ---------------- | ---------------------------- | ---------------------------- | ---------------------------------- |
| 1. etape  | flad etape        | Mathieu van der Poel | Mathieu van der Poel | Mathieu van der Poel | Mathieu van der Poel | Biniam Girmay    | Filippo Tagliani Mattia Bais | Filippo Tagliani Mattia Bais | Ineos Grenadiers                   |
| 2. etape  | enkeltstart       | Simon Yates          | Mathieu van der Poel | Mathieu van der Poel | Mathieu van der Poel | Matteo Sobrero   | Filippo Tagliani Mattia Bais | Filippo Tagliani Mattia Bais | Jumbo-Visma                        |
| 3. etape  | flad etape        | Mark Cavendish       | Mathieu van der Poel | Mathieu van der Poel | Rick Zabel           | Matteo Sobrero   | Filippo Tagliani             | Mattia Bais                  | Jumbo-Visma                        |
| 4. etape  | bjergetape        | Lennard Kämna        | Juan Pedro López     | Mathieu van der Poel | Lennard Kämna        | Juan Pedro López | Filippo Tagliani             | Mattia Bais                  | Bora-Hansgrohe                     |
| 5. etape  | flad etape        | Arnaud Démare        | Juan Pedro López     | Arnaud Démare        | Lennard Kämna        | Juan Pedro López | Filippo Tagliani             | Mattia Bais                  | Bora-Hansgrohe                     |
| 6. etape  | flad etape        | Arnaud Démare        | Juan Pedro López     | Arnaud Démare        | Lennard Kämna        | Juan Pedro López | Filippo Tagliani             | Mattia Bais                  | Bora-Hansgrohe                     |
| 7. etape  | middel bjergetape | Koen Bouwman         | Juan Pedro López     | Arnaud Démare        | Koen Bouwman         | Juan Pedro López | Filippo Tagliani             | Mattia Bais                  | Trek-Segafredo                     |
| 8. etape  | kuperet etape     | Thomas De Gendt      | Juan Pedro López     | Arnaud Démare        | Koen Bouwman         | Juan Pedro López | Filippo Tagliani             | Mattia Bais                  | Intermarché-Wanty-Gobert Matériaux |
| 9. etape  | bjergetape        | Jai Hindley          | Juan Pedro López     | Arnaud Démare        | Diego Rosa           | Juan Pedro López | Filippo Tagliani             | Mattia Bais                  | Bora-Hansgrohe                     |
| 10. etape | kuperet etape     | Biniam Girmay        | Juan Pedro López     | Arnaud Démare        | Diego Rosa           | Juan Pedro López | Filippo Tagliani             | Mattia Bais                  | Bora-Hansgrohe                     |
| 11. etape | flad etape        | Alberto Dainese      | Juan Pedro López     | Arnaud Démare        | Diego Rosa           | Juan Pedro López | Filippo Tagliani             | Mattia Bais                  | Bora-Hansgrohe                     |
| 12. etape | kuperet etape     | Stefano Oldani       | Juan Pedro López     | Arnaud Démare        | Diego Rosa           | Juan Pedro López | Filippo Tagliani             | Mattia Bais                  | Intermarché-Wanty-Gobert Matériaux |
| 13. etape | flad etape        | Arnaud Démare        | Juan Pedro López     | Arnaud Démare        | Diego Rosa           | Juan Pedro López | Filippo Tagliani             | Mattia Bais                  | Intermarché-Wanty-Gobert Matériaux |
| 14. etape | kuperet etape     | Simon Yates          | Richard Carapaz      | Arnaud Démare        | Diego Rosa           | João Almeida     | Filippo Tagliani             | Mattia Bais                  | Bora-Hansgrohe                     |
| 15. etape | bjergetape        | Giulio Ciccone       | Richard Carapaz      | Arnaud Démare        | Koen Bouwman         | João Almeida     | Filippo Tagliani             | Mattia Bais                  | Bora-Hansgrohe                     |
| 16. etape | bjergetape        | Jan Hirt             | Richard Carapaz      | Arnaud Démare        | Koen Bouwman         | João Almeida     | Filippo Tagliani             | Mattia Bais                  | Bora-Hansgrohe                     |
| 17. etape | bjergetape        | Santiago Buitrago    | Richard Carapaz      | Arnaud Démare        | Koen Bouwman         | João Almeida     | Filippo Tagliani             | Mattia Bais                  | Bahrain Victorious                 |
| 18. etape | flad etape        | Dries De Bondt       | Richard Carapaz      | Arnaud Démare        | Koen Bouwman         | Juan Pedro López | Filippo Tagliani             | Mattia Bais                  | Bahrain Victorious                 |
| 19. etape | middel bjergetape | Koen Bouwman         | Richard Carapaz      | Arnaud Démare        | Koen Bouwman         | Juan Pedro López | Filippo Tagliani             | Mattia Bais                  | Bahrain Victorious                 |
| 20. etape | bjergetape        | Alessandro Covi      | Jai Hindley          | Arnaud Démare        | Koen Bouwman         | Juan Pedro López | Filippo Tagliani             | Mattia Bais                  | Bahrain Victorious                 |
| 21. etape | enkeltstart       | Matteo Sobrero       | Jai Hindley          | Arnaud Démare        | Koen Bouwman         | Juan Pedro López | Filippo Tagliani             | Mattia Bais                  | Bahrain Victorious                 |
| Samlet    | Samlet            |                      | Jai Hindley          | Arnaud Démare        | Koen Bouwman         | Juan Pedro López | Filippo Tagliani             | Mattia Bais                  | Bahrain Victorious                 |

## Resultater
| \| Samlede stilling \| Samlede stilling \| Samlede stilling \| Samlede stilling \| Samlede stilling \| \| Rytter \| Rytter \| Hold \| Tid \| \| \| ---------------- \| ------------------ \| ---------------------------------- \| ---------------- \| ---------------- \| \| 1. \| Jai Hindley \| Bora-Hansgrohe \| 86t 31' 14" \| \| \| 2. \| Richard Carapaz \| Ineos Grenadiers \| + 1' 18" \| \| \| 3. \| Mikel Landa \| Bahrain Victorious \| + 3' 24" \| \| \| 4. \| Vincenzo Nibali \| Astana Qazaqstan Team \| + 9' 02" \| \| \| 5. \| Pello Bilbao \| Bahrain Victorious \| + 9' 14" \| \| \| 6. \| Jan Hirt \| Intermarché-Wanty-Gobert Matériaux \| + 9' 28" \| \| \| 7. \| Emanuel Buchmann \| Bora-Hansgrohe \| + 13' 19" \| \| \| 8. \| Domenico Pozzovivo \| Intermarché-Wanty-Gobert Matériaux \| + 17' 29" \| \| \| 9. \| Hugh Carthy \| EF Education-EasyPost \| + 17' 54" \| \| \| 10. \| Juan Pedro López \| Trek-Segafredo \| + 18' 40" \| \| \| 11. \| Alejandro Valverde \| Movistar Team \| + 23' 24" \| \| \| 12. \| Santiago Buitrago \| Bahrain Victorious \| + 24' 23" \| \| \| 13. \| Lucas Hamilton \| BikeExchange-Jayco \| + 28' 02" \| \| \| 14. \| Guillaume Martin \| Cofidis \| + 28' 37" \| \| \| 15. \| Lorenzo Fortunato \| Eolo-Kometa \| + 33' 15" \| \| \| 16. \| Pavel Sivakov \| Ineos Grenadiers \| + 41' 43" \| \| \| 17. \| Wilco Kelderman \| Bora-Hansgrohe \| + 41' 45" \| \| \| 18. \| Thymen Arensman \| Team DSM \| + 42' 31" \| \| \| 19. \| Lennard Kämna \| Bora-Hansgrohe \| + 43' 58" \| \| \| 20. \| Sam Oomen \| Jumbo-Visma \| + 1t 04' 22" \| \| |                    |                                    |              |
| |                    |                                    |              |
| Kilde: ProCyclingStats |                    |                                    |              |
| Samlede stilling |                    |                                    |              |
| Rytter | Rytter             | Hold                               | Tid          |
| 1. | Jai Hindley        | Bora-Hansgrohe                     | 86t 31' 14"  |
| 2. | Richard Carapaz    | Ineos Grenadiers                   | + 1' 18"     |
| 3. | Mikel Landa        | Bahrain Victorious                 | + 3' 24"     |
| 4. | Vincenzo Nibali    | Astana Qazaqstan Team              | + 9' 02"     |
| 5. | Pello Bilbao       | Bahrain Victorious                 | + 9' 14"     |
| 6. | Jan Hirt           | Intermarché-Wanty-Gobert Matériaux | + 9' 28"     |
| 7. | Emanuel Buchmann   | Bora-Hansgrohe                     | + 13' 19"    |
| 8. | Domenico Pozzovivo | Intermarché-Wanty-Gobert Matériaux | + 17' 29"    |
| 9. | Hugh Carthy        | EF Education-EasyPost              | + 17' 54"    |
| 10. | Juan Pedro López   | Trek-Segafredo                     | + 18' 40"    |
| 11. | Alejandro Valverde | Movistar Team                      | + 23' 24"    |
| 12. | Santiago Buitrago  | Bahrain Victorious                 | + 24' 23"    |
| 13. | Lucas Hamilton     | BikeExchange-Jayco                 | + 28' 02"    |
| 14. | Guillaume Martin   | Cofidis                            | + 28' 37"    |
| 15. | Lorenzo Fortunato  | Eolo-Kometa                        | + 33' 15"    |
| 16. | Pavel Sivakov      | Ineos Grenadiers                   | + 41' 43"    |
| 17. | Wilco Kelderman    | Bora-Hansgrohe                     | + 41' 45"    |
| 18. | Thymen Arensman    | Team DSM                           | + 42' 31"    |
| 19. | Lennard Kämna      | Bora-Hansgrohe                     | + 43' 58"    |
| 20. | Sam Oomen          | Jumbo-Visma                        | + 1t 04' 22" |

| Samlede stilling | Samlede stilling   | Samlede stilling                   | Samlede stilling | Samlede stilling |
| Rytter           | Rytter             | Hold                               | Tid              |                  |
| ---------------- | ------------------ | ---------------------------------- | ---------------- | ---------------- |
| 1.               | Jai Hindley        | Bora-Hansgrohe                     | 86t 31' 14"      |                  |
| 2.               | Richard Carapaz    | Ineos Grenadiers                   | + 1' 18"         |                  |
| 3.               | Mikel Landa        | Bahrain Victorious                 | + 3' 24"         |                  |
| 4.               | Vincenzo Nibali    | Astana Qazaqstan Team              | + 9' 02"         |                  |
| 5.               | Pello Bilbao       | Bahrain Victorious                 | + 9' 14"         |                  |
| 6.               | Jan Hirt           | Intermarché-Wanty-Gobert Matériaux | + 9' 28"         |                  |
| 7.               | Emanuel Buchmann   | Bora-Hansgrohe                     | + 13' 19"        |                  |
| 8.               | Domenico Pozzovivo | Intermarché-Wanty-Gobert Matériaux | + 17' 29"        |                  |
| 9.               | Hugh Carthy        | EF Education-EasyPost              | + 17' 54"        |                  |
| 10.              | Juan Pedro López   | Trek-Segafredo                     | + 18' 40"        |                  |
| 11.              | Alejandro Valverde | Movistar Team                      | + 23' 24"        |                  |
| 12.              | Santiago Buitrago  | Bahrain Victorious                 | + 24' 23"        |                  |
| 13.              | Lucas Hamilton     | BikeExchange-Jayco                 | + 28' 02"        |                  |
| 14.              | Guillaume Martin   | Cofidis                            | + 28' 37"        |                  |
| 15.              | Lorenzo Fortunato  | Eolo-Kometa                        | + 33' 15"        |                  |
| 16.              | Pavel Sivakov      | Ineos Grenadiers                   | + 41' 43"        |                  |
| 17.              | Wilco Kelderman    | Bora-Hansgrohe                     | + 41' 45"        |                  |
| 18.              | Thymen Arensman    | Team DSM                           | + 42' 31"        |                  |
| 19.              | Lennard Kämna      | Bora-Hansgrohe                     | + 43' 58"        |                  |
| 20.              | Sam Oomen          | Jumbo-Visma                        | + 1t 04' 22"     |                  |

| Pointkonkurrence | Pointkonkurrence     | Pointkonkurrence                | Pointkonkurrence | Pointkonkurrence |
| Rytter           | Rytter               | Hold                            | Point            |                  |
| ---------------- | -------------------- | ------------------------------- | ---------------- | ---------------- |
| 1.               | Arnaud Démare        | Groupama-FDJ                    | 254 point        |                  |
| 2.               | Fernando Gaviria     | UAE Team Emirates               | 136 point        |                  |
| 3.               | Mark Cavendish       | Quick-Step Alpha Vinyl          | 132 point        |                  |
| 4.               | Mathieu van der Poel | Alpecin-Fenix                   | 105 point        |                  |
| 5.               | Alberto Dainese      | Team DSM                        | 95 point         |                  |
| 6.               | Dries De Bondt       | Alpecin-Fenix                   | 83 point         |                  |
| 7.               | Simone Consonni      | Cofidis                         | 73 point         |                  |
| 8.               | Phil Bauhaus         | Bahrain Victorious              | 72 point         |                  |
| 9.               | Koen Bouwman         | Jumbo-Visma                     | 71 point         |                  |
| 10.              | Filippo Tagliani     | Drone Hopper-Androni Giocattoli | 70 point         |                  |

| Pointkonkurrence | Pointkonkurrence     | Pointkonkurrence                | Pointkonkurrence | Pointkonkurrence |
| Rytter           | Rytter               | Hold                            | Point            |                  |
| ---------------- | -------------------- | ------------------------------- | ---------------- | ---------------- |
| 1.               | Arnaud Démare        | Groupama-FDJ                    | 254 point        |                  |
| 2.               | Fernando Gaviria     | UAE Team Emirates               | 136 point        |                  |
| 3.               | Mark Cavendish       | Quick-Step Alpha Vinyl          | 132 point        |                  |
| 4.               | Mathieu van der Poel | Alpecin-Fenix                   | 105 point        |                  |
| 5.               | Alberto Dainese      | Team DSM                        | 95 point         |                  |
| 6.               | Dries De Bondt       | Alpecin-Fenix                   | 83 point         |                  |
| 7.               | Simone Consonni      | Cofidis                         | 73 point         |                  |
| 8.               | Phil Bauhaus         | Bahrain Victorious              | 72 point         |                  |
| 9.               | Koen Bouwman         | Jumbo-Visma                     | 71 point         |                  |
| 10.              | Filippo Tagliani     | Drone Hopper-Androni Giocattoli | 70 point         |                  |

| Bjergkonkurrence | Bjergkonkurrence  | Bjergkonkurrence                   | Bjergkonkurrence | Bjergkonkurrence |
| Rytter           | Rytter            | Hold                               | Point            |                  |
| ---------------- | ----------------- | ---------------------------------- | ---------------- | ---------------- |
| 1.               | Koen Bouwman      | Jumbo-Visma                        | 294 point        |                  |
| 2.               | Giulio Ciccone    | Trek-Segafredo                     | 163 point        |                  |
| 3.               | Alessandro Covi   | UAE Team Emirates                  | 102 point        |                  |
| 4.               | Diego Rosa        | Eolo-Kometa                        | 94 point         |                  |
| 5.               | Davide Formolo    | UAE Team Emirates                  | 87 point         |                  |
| 6.               | Jai Hindley       | Bora-Hansgrohe                     | 78 point         |                  |
| 7.               | Lennard Kämna     | Bora-Hansgrohe                     | 78 point         |                  |
| 8.               | Santiago Buitrago | Bahrain Victorious                 | 71 point         |                  |
| 9.               | Richard Carapaz   | Ineos Grenadiers                   | 65 point         |                  |
| 10.              | Jan Hirt          | Intermarché-Wanty-Gobert Matériaux | 57 point         |                  |

| Bjergkonkurrence | Bjergkonkurrence  | Bjergkonkurrence                   | Bjergkonkurrence | Bjergkonkurrence |
| Rytter           | Rytter            | Hold                               | Point            |                  |
| ---------------- | ----------------- | ---------------------------------- | ---------------- | ---------------- |
| 1.               | Koen Bouwman      | Jumbo-Visma                        | 294 point        |                  |
| 2.               | Giulio Ciccone    | Trek-Segafredo                     | 163 point        |                  |
| 3.               | Alessandro Covi   | UAE Team Emirates                  | 102 point        |                  |
| 4.               | Diego Rosa        | Eolo-Kometa                        | 94 point         |                  |
| 5.               | Davide Formolo    | UAE Team Emirates                  | 87 point         |                  |
| 6.               | Jai Hindley       | Bora-Hansgrohe                     | 78 point         |                  |
| 7.               | Lennard Kämna     | Bora-Hansgrohe                     | 78 point         |                  |
| 8.               | Santiago Buitrago | Bahrain Victorious                 | 71 point         |                  |
| 9.               | Richard Carapaz   | Ineos Grenadiers                   | 65 point         |                  |
| 10.              | Jan Hirt          | Intermarché-Wanty-Gobert Matériaux | 57 point         |                  |

| Ungdomskonkurrence | Ungdomskonkurrence | Ungdomskonkurrence     | Ungdomskonkurrence | Ungdomskonkurrence |
| Rytter             | Rytter             | Hold                   | Tid                |                    |
| ------------------ | ------------------ | ---------------------- | ------------------ | ------------------ |
| 1.                 | Juan Pedro López   | Trek-Segafredo         | 86t 49' 54"        |                    |
| 2.                 | Santiago Buitrago  | Bahrain Victorious     | + 5' 43"           |                    |
| 3.                 | Pavel Sivakov      | Ineos Grenadiers       | + 23' 03"          |                    |
| 4.                 | Thymen Arensman    | Team DSM               | + 23' 51"          |                    |
| 5.                 | Luca Covili        | Bardiani CSF Faizanè   | + 1t 11' 44"       |                    |
| 6.                 | Gijs Leemreize     | Jumbo-Visma            | + 1t 41' 00"       |                    |
| 7.                 | Vadim Pronskij     | Astana Qazaqstan Team  | + 1t 44' 30"       |                    |
| 8.                 | Mauri Vansevenant  | Quick-Step Alpha Vinyl | + 1t 45' 04"       |                    |
| 9.                 | Attila Valter      | Groupama-FDJ           | + 1t 57' 13"       |                    |
| 10.                | Ben Tulett         | Ineos Grenadiers       | + 2t 08' 46"       |                    |

| Ungdomskonkurrence | Ungdomskonkurrence | Ungdomskonkurrence     | Ungdomskonkurrence | Ungdomskonkurrence |
| Rytter             | Rytter             | Hold                   | Tid                |                    |
| ------------------ | ------------------ | ---------------------- | ------------------ | ------------------ |
| 1.                 | Juan Pedro López   | Trek-Segafredo         | 86t 49' 54"        |                    |
| 2.                 | Santiago Buitrago  | Bahrain Victorious     | + 5' 43"           |                    |
| 3.                 | Pavel Sivakov      | Ineos Grenadiers       | + 23' 03"          |                    |
| 4.                 | Thymen Arensman    | Team DSM               | + 23' 51"          |                    |
| 5.                 | Luca Covili        | Bardiani CSF Faizanè   | + 1t 11' 44"       |                    |
| 6.                 | Gijs Leemreize     | Jumbo-Visma            | + 1t 41' 00"       |                    |
| 7.                 | Vadim Pronskij     | Astana Qazaqstan Team  | + 1t 44' 30"       |                    |
| 8.                 | Mauri Vansevenant  | Quick-Step Alpha Vinyl | + 1t 45' 04"       |                    |
| 9.                 | Attila Valter      | Groupama-FDJ           | + 1t 57' 13"       |                    |
| 10.                | Ben Tulett         | Ineos Grenadiers       | + 2t 08' 46"       |                    |

### Holdkonkurrencen
| Holdkonkurrence | Holdkonkurrence                    | Holdkonkurrence | Holdkonkurrence |
| Hold            | Hold                               | Tid             |                 |
| --------------- | ---------------------------------- | --------------- | --------------- |
| 1.              | Bahrain Victorious                 | 259t 48' 12"    |                 |
| 2.              | Bora-Hansgrohe                     | + 4' 07"        |                 |
| 3.              | Ineos Grenadiers                   | + 1t 22' 29"    |                 |
| 4.              | Intermarché-Wanty-Gobert Matériaux | + 1t 23' 57"    |                 |
| 5.              | Astana Qazaqstan Team              | + 2t 18' 46"    |                 |
| 6.              | Trek-Segafredo                     | + 2t 21' 10"    |                 |
| 7.              | Jumbo-Visma                        | + 2t 40' 16"    |                 |
| 8.              | UAE Team Emirates                  | + 3t 21' 02"    |                 |
| 9.              | BikeExchange-Jayco                 | + 3t 29' 58"    |                 |
| 10.             | Movistar Team                      | + 3t 39' 45"    |                 |

## Hold
176 ryttere fra 22 hold og 29 nationer stillede til start.
| UCI WorldTeams (18)- AG2R Citroën Team - Astana Qazaqstan Team - Bahrain Victorious - Bora-Hansgrohe - BikeExchange-Jayco - Cofidis - Team DSM - EF Education-EasyPost - Groupama-FDJ - Ineos Grenadiers - Intermarché-Wanty-Gobert Matériaux - Israel-Premier Tech - Jumbo-Visma - Lotto-Soudal - Movistar Team - Quick-Step Alpha Vinyl - Trek-Segafredo - UAE Team Emirates UCI ProTeams (4)- Alpecin-Fenix - Bardiani-CSF-Faizanè - Drone Hopper-Androni Giocattoli - Eolo-Kometa |
| |

| Nationer                                                                                | Antal ryttere |
| --------------------------------------------------------------------------------------- | ------------- |
| Italien                                                                                 | 45            |
| Holland                                                                                 | 17            |
| Belgien                                                                                 | 14            |
| Frankrig                                                                                | 13            |
| Spanien, Tyskland                                                                       | 11            |
| Storbritannien                                                                          | 10            |
| Australien                                                                              | 9             |
| Colombia                                                                                | 6             |
| Danmark, Ecuador, Østrig                                                                | 4             |
| Eritrea, Portugal, USA, Ungarn                                                          | 3             |
| Argentina, Slovenien, Schweiz                                                           | 2             |
| Canada, Estland, Finland, Kasakhstan, Litauen, Norge, Polen, Sverige, Tjekkiet, Ukraine | 1             |

### Danske ryttere
| Danske ryttere på startlisten |                         |                         |           |
| Rygnummer                     | Rytter                  | Hold                    | Placering |
| 95                            | Magnus Cort             | EF Education-EasyPost   | 95        |
| 174                           | Michael Mørkøv          | Quick-Step Alpha Vinyl  | DNS-7     |
| 186                           | Christopher Juul-Jensen | Team BikeExchange-Jayco | 93        |
| 203                           | Mattias Skjelmose       | Trek-Segafredo          | 40        |

* DNF = gennemførte ikke

* DNS = stillede ikke til start

### Startliste
| Ineos Grenadiers IGD | Ineos Grenadiers IGD                | Ineos Grenadiers IGD |
| -------------------- | ----------------------------------- | -------------------- |
| Nr.                  | Rytter                              | Placering            |
| 1                    | Richard Carapaz (ECU) (enkeltstart) | 2.                   |
| 2                    | Jonathan Castroviejo (ESP)          | 64.                  |
| 3                    | Jhonatan Narváez (ECU)              | 42.                  |
| 4                    | Richie Porte (AUS)                  | DNF-19               |
| 5                    | Salvatore Puccio (ITA)              | 85.                  |
| 6                    | Pavel Sivakov (FRA)                 | 16.                  |
| 7                    | Ben Swift (GBR) (landevej)          | 66.                  |
| 8                    | Ben Tulett (GBR)                    | 38.                  |

| AG2R Citroën Team ACT | AG2R Citroën Team ACT   | AG2R Citroën Team ACT |
| --------------------- | ----------------------- | --------------------- |
| Nr.                   | Rytter                  | Placering             |
| 11                    | Andrea Vendrame (ITA)   | 55.                   |
| 12                    | Lilian Calmejane (FRA)  | 86.                   |
| 13                    | Mikaël Cherel (FRA)     | 23.                   |
| 14                    | Felix Gall (AUT)        | 50.                   |
| 15                    | Jaakko Hänninen (FIN)   | 90.                   |
| 16                    | Lawrence Naesen (BEL)   | 124.                  |
| 17                    | Nans Peters (FRA)       | 58.                   |
| 18                    | Nicolas Prodhomme (FRA) | 65.                   |

| Alpecin-Fenix AFC | Alpecin-Fenix AFC          | Alpecin-Fenix AFC |
| ----------------- | -------------------------- | ----------------- |
| Nr.               | Rytter                     | Placering         |
| 21                | Mathieu van der Poel (NED) | 57.               |
| 22                | Tobias Bayer (AUT)         | 100.              |
| 23                | Dries De Bondt (BEL)       | 109.              |
| 24                | Alexander Krieger (GER)    | DNS-14            |
| 25                | Senne Leysen (BEL)         | 118.              |
| 26                | Jakub Mareczko (ITA)       | DNF-4             |
| 27                | Stefano Oldani (ITA)       | 84.               |
| 28                | Oscar Riesebeek (NED)      | 113.              |

| Astana Qazaqstan Team AST | Astana Qazaqstan Team AST | Astana Qazaqstan Team AST |
| ------------------------- | ------------------------- | ------------------------- |
| Nr.                       | Rytter                    | Placering                 |
| 31                        | Vincenzo Nibali (ITA)     | 4.                        |
| 32                        | Valerio Conti (ITA)       | DNF-15                    |
| 33                        | David de la Cruz (ESP)    | DNF-20                    |
| 34                        | Joe Dombrowski (USA)      | 22.                       |
| 35                        | Fabio Felline (ITA)       | 41.                       |
| 36                        | Miguel Ángel López (COL)  | DNF-4                     |
| 37                        | Vadim Pronskij (KAZ)      | 29.                       |
| 38                        | Harold Tejada (COL)       | 56.                       |

| Bahrain Victorious TBV | Bahrain Victorious TBV          | Bahrain Victorious TBV |
| ---------------------- | ------------------------------- | ---------------------- |
| Nr.                    | Rytter                          | Placering              |
| 41                     | Mikel Landa (ESP)               | 3.                     |
| 42                     | Phil Bauhaus (GER)              | 138.                   |
| 43                     | Pello Bilbao (ESP)              | 5.                     |
| 44                     | Santiago Buitrago (COL)         | 12.                    |
| 45                     | Domen Novak (SLO)               | 31.                    |
| 46                     | Wout Poels (NED)                | 34.                    |
| 47                     | Jasha Sütterlin (GER)           | 87.                    |
| 48                     | Jan Tratnik (SLO) (enkeltstart) | DNF-3                  |

| Bardiani CSF Faizanè BCF | Bardiani CSF Faizanè BCF | Bardiani CSF Faizanè BCF |
| ------------------------ | ------------------------ | ------------------------ |
| Nr.                      | Rytter                   | Placering                |
| 51                       | Filippo Zana (ITA)       | 47.                      |
| 52                       | Luca Covili (ITA)        | 24.                      |
| 53                       | Filippo Fiorelli (ITA)   | DNF-5                    |
| 54                       | Davide Gabburo (ITA)     | 53.                      |
| 55                       | Sacha Modolo (ITA)       | 114.                     |
| 56                       | Luca Rastelli (ITA)      | 106.                     |
| 57                       | Alessandro Tonelli (ITA) | 52.                      |
| 58                       | Samuele Zoccarato (ITA)  | DNF-7                    |

| Bora-Hansgrohe BOH | Bora-Hansgrohe BOH     | Bora-Hansgrohe BOH |
| ------------------ | ---------------------- | ------------------ |
| Nr.                | Rytter                 | Placering          |
| 61                 | Wilco Kelderman (NED)  | 17.                |
| 62                 | Giovanni Aleotti (ITA) | 72.                |
| 63                 | Cesare Benedetti (POL) | 120.               |
| 64                 | Emanuel Buchmann (GER) | 7.                 |
| 65                 | Patrick Gamper (AUT)   | 108.               |
| 66                 | Jai Hindley (AUS)      | 1.                 |
| 67                 | Lennard Kämna (GER)    | 19.                |
| 68                 | Ben Zwiehoff (GER)     | 51.                |

| Cofidis COF | Cofidis COF               | Cofidis COF |
| ----------- | ------------------------- | ----------- |
| Nr.         | Rytter                    | Placering   |
| 71          | Guillaume Martin (FRA)    | 14.         |
| 72          | Davide Cimolai (ITA)      | 135.        |
| 73          | Simone Consonni (ITA)     | 121.        |
| 74          | Wesley Kreder (NED)       | 139.        |
| 75          | Anthony Perez (FRA)       | 88.         |
| 76          | Pierre-Luc Périchon (FRA) | 94.         |
| 77          | Rémy Rochas (FRA)         | 71.         |
| 78          | Davide Villella (ITA)     | 63.         |

| Drone Hopper-Androni Giocattoli DRA | Drone Hopper-Androni Giocattoli DRA | Drone Hopper-Androni Giocattoli DRA |
| ----------------------------------- | ----------------------------------- | ----------------------------------- |
| Nr.                                 | Rytter                              | Placering                           |
| 81                                  | Natnael Tesfatsion (ERI)            | DNF-16                              |
| 82                                  | Mattia Bais (ITA)                   | 82.                                 |
| 83                                  | Jefferson Alexander Cepeda (ECU)    | DNS-19                              |
| 84                                  | Andrij Ponomar (UKR) (landevej)     | 117.                                |
| 85                                  | Simone Ravanelli (ITA)              | 91.                                 |
| 86                                  | Eduardo Sepúlveda (ARG)             | 76.                                 |
| 87                                  | Filippo Tagliani (ITA)              | 143.                                |
| 88                                  | Edoardo Zardini (ITA)               | 78.                                 |

| EF Education-EasyPost EFE | EF Education-EasyPost EFE         | EF Education-EasyPost EFE |
| ------------------------- | --------------------------------- | ------------------------- |
| Nr.                       | Rytter                            | Placering                 |
| 91                        | Hugh Carthy (GBR)                 | 9.                        |
| 92                        | Jonathan Caicedo (ECU)            | DNS-16                    |
| 93                        | Diego Camargo (COL)               | 79.                       |
| 94                        | Simon Carr (GBR)                  | DNS-8                     |
| 95                        | Magnus Cort (DEN)                 | 95.                       |
| 96                        | Owain Doull (GBR)                 | DNF-7                     |
| 97                        | Merhawi Kudus (ERI) (enkeltstart) | 61.                       |
| 98                        | Julius van den Berg (NED)         | 140.                      |

| Eolo-Kometa EOK | Eolo-Kometa EOK                 | Eolo-Kometa EOK |
| --------------- | ------------------------------- | --------------- |
| Nr.             | Rytter                          | Placering       |
| 101             | Lorenzo Fortunato (ITA)         | 15.             |
| 102             | Vincenzo Albanese (ITA)         | 68.             |
| 103             | Davide Bais (ITA)               | 125.            |
| 104             | Erik Fetter (HUN) (enkeltstart) | 83.             |
| 105             | Francesco Gavazzi (ITA)         | 67.             |
| 106             | Mirco Maestri (ITA)             | 96.             |
| 107             | Samuele Rivi (ITA)              | 126.            |
| 109             | Diego Rosa (ITA)                | 77.             |

| Groupama-FDJ GFC | Groupama-FDJ GFC                     | Groupama-FDJ GFC |
| ---------------- | ------------------------------------ | ---------------- |
| Nr.              | Rytter                               | Placering        |
| 111              | Arnaud Démare (FRA)                  | 130.             |
| 112              | Clément Davy (FRA)                   | 144.             |
| 113              | Jacopo Guarnieri (ITA)               | 136.             |
| 114              | Ignatas Konovalovas (LTU) (landevej) | 115.             |
| 115              | Tobias Ludvigsson (SWE)              | 102.             |
| 116              | Miles Scotson (AUS)                  | 127.             |
| 117              | Ramon Sinkeldam (NED)                | 132.             |
| 118              | Attila Valter (HUN)                  | 35.              |

| Intermarché-Wanty-Gobert Matériaux IWG | Intermarché-Wanty-Gobert Matériaux IWG | Intermarché-Wanty-Gobert Matériaux IWG |
| -------------------------------------- | -------------------------------------- | -------------------------------------- |
| Nr.                                    | Rytter                                 | Placering                              |
| 121                                    | Biniam Girmay (ERI)                    | DNS-11                                 |
| 122                                    | Aimé De Gendt (BEL)                    | 105.                                   |
| 123                                    | Jan Hirt (CZE)                         | 6.                                     |
| 124                                    | Barnabás Peák (HUN)                    | 110.                                   |
| 125                                    | Domenico Pozzovivo (ITA)               | 8.                                     |
| 126                                    | Lorenzo Rota (ITA)                     | 32.                                    |
| 127                                    | Rein Taaramäe (EST) (enkeltstart)      | 46.                                    |
| 128                                    | Loïc Vliegen (BEL)                     | DNF-16                                 |

| Israel-Premier Tech IPT | Israel-Premier Tech IPT              | Israel-Premier Tech IPT |
| ----------------------- | ------------------------------------ | ----------------------- |
| Nr.                     | Rytter                               | Placering               |
| 131                     | Giacomo Nizzolo (ITA)                | DNS-14                  |
| 132                     | Jenthe Biermans (BEL)                | 123.                    |
| 133                     | Matthias Brändle (AUT) (enkeltstart) | 147.                    |
| 134                     | Alexander Cataford (CAN)             | 101.                    |
| 135                     | Alessandro De Marchi (ITA)           | 92.                     |
| 136                     | Alex Dowsett (GBR)                   | 134.                    |
| 137                     | Reto Hollenstein (SUI)               | 129.                    |
| 138                     | Rick Zabel (GER)                     | 137.                    |

| Jumbo-Visma TJV | Jumbo-Visma TJV                             | Jumbo-Visma TJV |
| --------------- | ------------------------------------------- | --------------- |
| Nr.             | Rytter                                      | Placering       |
| 141             | Tom Dumoulin (NED) (enkeltstart)            | DNF-14          |
| 142             | Edoardo Affini (ITA)                        | 97.             |
| 143             | Koen Bouwman (NED)                          | 21.             |
| 144             | Pascal Eenkhoorn (NED)                      | 62.             |
| 145             | Tobias Foss (NOR) (landevej og enkeltstart) | 54.             |
| 146             | Gijs Leemreize (NED)                        | 28.             |
| 147             | Sam Oomen (NED)                             | 20.             |
| 148             | Jos van Emden (NED)                         | 89.             |

| Lotto-Soudal LTS | Lotto-Soudal LTS          | Lotto-Soudal LTS |
| ---------------- | ------------------------- | ---------------- |
| Nr.              | Rytter                    | Placering        |
| 151              | Caleb Ewan (AUS)          | DNS-12           |
| 152              | Thomas De Gendt (BEL)     | 74.              |
| 153              | Matthew Holmes (GBR)      | 116.             |
| 154              | Roger Kluge (GER)         | 149.             |
| 155              | Sylvain Moniquet (BEL)    | 48.              |
| 156              | Michael Schwarzmann (GER) | 133.             |
| 157              | Rüdiger Selig (GER)       | DNF-9            |
| 158              | Harm Vanhoucke (BEL)      | DNF-17           |

| Movistar Team MOV | Movistar Team MOV        | Movistar Team MOV |
| ----------------- | ------------------------ | ----------------- |
| Nr.               | Rytter                   | Placering         |
| 161               | Alejandro Valverde (ESP) | 11.               |
| 162               | Jorge Arcas (ESP)        | 60.               |
| 163               | Will Barta (USA)         | 59.               |
| 164               | Oier Lazkano (ESP)       | 98.               |
| 165               | Antonio Pedrero (ESP)    | 27.               |
| 166               | José Joaquín Rojas (ESP) | 69.               |
| 167               | Sergio Samitier (ESP)    | DNF-7             |
| 168               | Iván Sosa (COL)          | 49.               |

| Quick-Step Alpha Vinyl QST | Quick-Step Alpha Vinyl QST | Quick-Step Alpha Vinyl QST |
| -------------------------- | -------------------------- | -------------------------- |
| Nr.                        | Rytter                     | Placering                  |
| 171                        | Mark Cavendish (GBR)       | 145.                       |
| 172                        | Davide Ballerini (ITA)     | 99.                        |
| 173                        | James Knox (GBR)           | 81.                        |
| 174                        | Michael Mørkøv (DEN)       | DNS-7                      |
| 175                        | Mauro Schmid (SUI)         | 75.                        |
| 176                        | Pieter Serry (BEL)         | 148.                       |
| 177                        | Bert Van Lerberghe (BEL)   | 146.                       |
| 178                        | Mauri Vansevenant (BEL)    | 30.                        |

| BikeExchange-Jayco BEX | BikeExchange-Jayco BEX              | BikeExchange-Jayco BEX |
| ---------------------- | ----------------------------------- | ---------------------- |
| Nr.                    | Rytter                              | Placering              |
| 181                    | Simon Yates (GBR)                   | DNF-17                 |
| 182                    | Lawson Craddock (USA) (enkeltstart) | 107.                   |
| 183                    | Lucas Hamilton (AUS)                | 13.                    |
| 184                    | Michael Hepburn (AUS)               | 112.                   |
| 185                    | Damien Howson (AUS)                 | 33.                    |
| 186                    | Christopher Juul-Jensen (DEN)       | 93.                    |
| 187                    | Callum Scotson (AUS)                | 80.                    |
| 188                    | Matteo Sobrero (ITA) (enkeltstart)  | 70.                    |

| Team DSM DSM | Team DSM DSM          | Team DSM DSM |
| ------------ | --------------------- | ------------ |
| Nr.          | Rytter                | Placering    |
| 191          | Romain Bardet (FRA)   | DNF-13       |
| 192          | Thymen Arensman (NED) | 18.          |
| 193          | Cees Bol (NED)        | DNS-14       |
| 194          | Romain Combaud (FRA)  | 104.         |
| 195          | Alberto Dainese (ITA) | 122.         |
| 196          | Nico Denz (GER)       | 111.         |
| 197          | Chris Hamilton (AUS)  | 39.          |
| 198          | Martijn Tusveld (NED) | 43.          |

| Trek-Segafredo TFS | Trek-Segafredo TFS      | Trek-Segafredo TFS |
| ------------------ | ----------------------- | ------------------ |
| Nr.                | Rytter                  | Placering          |
| 201                | Giulio Ciccone (ITA)    | 25.                |
| 202                | Dario Cataldo (ITA)     | 73.                |
| 203                | Mattias Skjelmose (DEN) | 40.                |
| 204                | Juan Pedro López (ESP)  | 10.                |
| 205                | Bauke Mollema (NED)     | 26.                |
| 206                | Jacopo Mosca (ITA)      | 103.               |
| 207                | Edward Theuns (BEL)     | 131.               |
| 208                | Otto Vergaerde (BEL)    | 119.               |

| UAE Team Emirates UAD | UAE Team Emirates UAD            | UAE Team Emirates UAD |
| --------------------- | -------------------------------- | --------------------- |
| Nr.                   | Rytter                           | Placering             |
| 211                   | João Almeida (POR) (enkeltstart) | DNS-18                |
| 212                   | Rui Oliveira (POR)               | 141.                  |
| 213                   | Rui Costa (POR)                  | 44.                   |
| 214                   | Alessandro Covi (ITA)            | 45.                   |
| 215                   | Davide Formolo (ITA)             | 36.                   |
| 216                   | Fernando Gaviria (COL)           | 128.                  |
| 217                   | Maximiliano Richeze (ARG)        | 142.                  |
| 218                   | Diego Ulissi (ITA)               | 37.                   |

| Ineos Grenadiers IGD | Ineos Grenadiers IGD                | Ineos Grenadiers IGD |
| -------------------- | ----------------------------------- | -------------------- |
| Nr.                  | Rytter                              | Placering            |
| 1                    | Richard Carapaz (ECU) (enkeltstart) | 2.                   |
| 2                    | Jonathan Castroviejo (ESP)          | 64.                  |
| 3                    | Jhonatan Narváez (ECU)              | 42.                  |
| 4                    | Richie Porte (AUS)                  | DNF-19               |
| 5                    | Salvatore Puccio (ITA)              | 85.                  |
| 6                    | Pavel Sivakov (FRA)                 | 16.                  |
| 7                    | Ben Swift (GBR) (landevej)          | 66.                  |
| 8                    | Ben Tulett (GBR)                    | 38.                  |

| AG2R Citroën Team ACT | AG2R Citroën Team ACT   | AG2R Citroën Team ACT |
| --------------------- | ----------------------- | --------------------- |
| Nr.                   | Rytter                  | Placering             |
| 11                    | Andrea Vendrame (ITA)   | 55.                   |
| 12                    | Lilian Calmejane (FRA)  | 86.                   |
| 13                    | Mikaël Cherel (FRA)     | 23.                   |
| 14                    | Felix Gall (AUT)        | 50.                   |
| 15                    | Jaakko Hänninen (FIN)   | 90.                   |
| 16                    | Lawrence Naesen (BEL)   | 124.                  |
| 17                    | Nans Peters (FRA)       | 58.                   |
| 18                    | Nicolas Prodhomme (FRA) | 65.                   |

| Alpecin-Fenix AFC | Alpecin-Fenix AFC          | Alpecin-Fenix AFC |
| ----------------- | -------------------------- | ----------------- |
| Nr.               | Rytter                     | Placering         |
| 21                | Mathieu van der Poel (NED) | 57.               |
| 22                | Tobias Bayer (AUT)         | 100.              |
| 23                | Dries De Bondt (BEL)       | 109.              |
| 24                | Alexander Krieger (GER)    | DNS-14            |
| 25                | Senne Leysen (BEL)         | 118.              |
| 26                | Jakub Mareczko (ITA)       | DNF-4             |
| 27                | Stefano Oldani (ITA)       | 84.               |
| 28                | Oscar Riesebeek (NED)      | 113.              |

| Astana Qazaqstan Team AST | Astana Qazaqstan Team AST | Astana Qazaqstan Team AST |
| ------------------------- | ------------------------- | ------------------------- |
| Nr.                       | Rytter                    | Placering                 |
| 31                        | Vincenzo Nibali (ITA)     | 4.                        |
| 32                        | Valerio Conti (ITA)       | DNF-15                    |
| 33                        | David de la Cruz (ESP)    | DNF-20                    |
| 34                        | Joe Dombrowski (USA)      | 22.                       |
| 35                        | Fabio Felline (ITA)       | 41.                       |
| 36                        | Miguel Ángel López (COL)  | DNF-4                     |
| 37                        | Vadim Pronskij (KAZ)      | 29.                       |
| 38                        | Harold Tejada (COL)       | 56.                       |

| Bahrain Victorious TBV | Bahrain Victorious TBV          | Bahrain Victorious TBV |
| ---------------------- | ------------------------------- | ---------------------- |
| Nr.                    | Rytter                          | Placering              |
| 41                     | Mikel Landa (ESP)               | 3.                     |
| 42                     | Phil Bauhaus (GER)              | 138.                   |
| 43                     | Pello Bilbao (ESP)              | 5.                     |
| 44                     | Santiago Buitrago (COL)         | 12.                    |
| 45                     | Domen Novak (SLO)               | 31.                    |
| 46                     | Wout Poels (NED)                | 34.                    |
| 47                     | Jasha Sütterlin (GER)           | 87.                    |
| 48                     | Jan Tratnik (SLO) (enkeltstart) | DNF-3                  |

| Bardiani CSF Faizanè BCF | Bardiani CSF Faizanè BCF | Bardiani CSF Faizanè BCF |
| ------------------------ | ------------------------ | ------------------------ |
| Nr.                      | Rytter                   | Placering                |
| 51                       | Filippo Zana (ITA)       | 47.                      |
| 52                       | Luca Covili (ITA)        | 24.                      |
| 53                       | Filippo Fiorelli (ITA)   | DNF-5                    |
| 54                       | Davide Gabburo (ITA)     | 53.                      |
| 55                       | Sacha Modolo (ITA)       | 114.                     |
| 56                       | Luca Rastelli (ITA)      | 106.                     |
| 57                       | Alessandro Tonelli (ITA) | 52.                      |
| 58                       | Samuele Zoccarato (ITA)  | DNF-7                    |

| Bora-Hansgrohe BOH | Bora-Hansgrohe BOH     | Bora-Hansgrohe BOH |
| ------------------ | ---------------------- | ------------------ |
| Nr.                | Rytter                 | Placering          |
| 61                 | Wilco Kelderman (NED)  | 17.                |
| 62                 | Giovanni Aleotti (ITA) | 72.                |
| 63                 | Cesare Benedetti (POL) | 120.               |
| 64                 | Emanuel Buchmann (GER) | 7.                 |
| 65                 | Patrick Gamper (AUT)   | 108.               |
| 66                 | Jai Hindley (AUS)      | 1.                 |
| 67                 | Lennard Kämna (GER)    | 19.                |
| 68                 | Ben Zwiehoff (GER)     | 51.                |

| Cofidis COF | Cofidis COF               | Cofidis COF |
| ----------- | ------------------------- | ----------- |
| Nr.         | Rytter                    | Placering   |
| 71          | Guillaume Martin (FRA)    | 14.         |
| 72          | Davide Cimolai (ITA)      | 135.        |
| 73          | Simone Consonni (ITA)     | 121.        |
| 74          | Wesley Kreder (NED)       | 139.        |
| 75          | Anthony Perez (FRA)       | 88.         |
| 76          | Pierre-Luc Périchon (FRA) | 94.         |
| 77          | Rémy Rochas (FRA)         | 71.         |
| 78          | Davide Villella (ITA)     | 63.         |

| Drone Hopper-Androni Giocattoli DRA | Drone Hopper-Androni Giocattoli DRA | Drone Hopper-Androni Giocattoli DRA |
| ----------------------------------- | ----------------------------------- | ----------------------------------- |
| Nr.                                 | Rytter                              | Placering                           |
| 81                                  | Natnael Tesfatsion (ERI)            | DNF-16                              |
| 82                                  | Mattia Bais (ITA)                   | 82.                                 |
| 83                                  | Jefferson Alexander Cepeda (ECU)    | DNS-19                              |
| 84                                  | Andrij Ponomar (UKR) (landevej)     | 117.                                |
| 85                                  | Simone Ravanelli (ITA)              | 91.                                 |
| 86                                  | Eduardo Sepúlveda (ARG)             | 76.                                 |
| 87                                  | Filippo Tagliani (ITA)              | 143.                                |
| 88                                  | Edoardo Zardini (ITA)               | 78.                                 |

| EF Education-EasyPost EFE | EF Education-EasyPost EFE         | EF Education-EasyPost EFE |
| ------------------------- | --------------------------------- | ------------------------- |
| Nr.                       | Rytter                            | Placering                 |
| 91                        | Hugh Carthy (GBR)                 | 9.                        |
| 92                        | Jonathan Caicedo (ECU)            | DNS-16                    |
| 93                        | Diego Camargo (COL)               | 79.                       |
| 94                        | Simon Carr (GBR)                  | DNS-8                     |
| 95                        | Magnus Cort (DEN)                 | 95.                       |
| 96                        | Owain Doull (GBR)                 | DNF-7                     |
| 97                        | Merhawi Kudus (ERI) (enkeltstart) | 61.                       |
| 98                        | Julius van den Berg (NED)         | 140.                      |

| Eolo-Kometa EOK | Eolo-Kometa EOK                 | Eolo-Kometa EOK |
| --------------- | ------------------------------- | --------------- |
| Nr.             | Rytter                          | Placering       |
| 101             | Lorenzo Fortunato (ITA)         | 15.             |
| 102             | Vincenzo Albanese (ITA)         | 68.             |
| 103             | Davide Bais (ITA)               | 125.            |
| 104             | Erik Fetter (HUN) (enkeltstart) | 83.             |
| 105             | Francesco Gavazzi (ITA)         | 67.             |
| 106             | Mirco Maestri (ITA)             | 96.             |
| 107             | Samuele Rivi (ITA)              | 126.            |
| 109             | Diego Rosa (ITA)                | 77.             |

| Groupama-FDJ GFC | Groupama-FDJ GFC                     | Groupama-FDJ GFC |
| ---------------- | ------------------------------------ | ---------------- |
| Nr.              | Rytter                               | Placering        |
| 111              | Arnaud Démare (FRA)                  | 130.             |
| 112              | Clément Davy (FRA)                   | 144.             |
| 113              | Jacopo Guarnieri (ITA)               | 136.             |
| 114              | Ignatas Konovalovas (LTU) (landevej) | 115.             |
| 115              | Tobias Ludvigsson (SWE)              | 102.             |
| 116              | Miles Scotson (AUS)                  | 127.             |
| 117              | Ramon Sinkeldam (NED)                | 132.             |
| 118              | Attila Valter (HUN)                  | 35.              |

| Intermarché-Wanty-Gobert Matériaux IWG | Intermarché-Wanty-Gobert Matériaux IWG | Intermarché-Wanty-Gobert Matériaux IWG |
| -------------------------------------- | -------------------------------------- | -------------------------------------- |
| Nr.                                    | Rytter                                 | Placering                              |
| 121                                    | Biniam Girmay (ERI)                    | DNS-11                                 |
| 122                                    | Aimé De Gendt (BEL)                    | 105.                                   |
| 123                                    | Jan Hirt (CZE)                         | 6.                                     |
| 124                                    | Barnabás Peák (HUN)                    | 110.                                   |
| 125                                    | Domenico Pozzovivo (ITA)               | 8.                                     |
| 126                                    | Lorenzo Rota (ITA)                     | 32.                                    |
| 127                                    | Rein Taaramäe (EST) (enkeltstart)      | 46.                                    |
| 128                                    | Loïc Vliegen (BEL)                     | DNF-16                                 |

| Israel-Premier Tech IPT | Israel-Premier Tech IPT              | Israel-Premier Tech IPT |
| ----------------------- | ------------------------------------ | ----------------------- |
| Nr.                     | Rytter                               | Placering               |
| 131                     | Giacomo Nizzolo (ITA)                | DNS-14                  |
| 132                     | Jenthe Biermans (BEL)                | 123.                    |
| 133                     | Matthias Brändle (AUT) (enkeltstart) | 147.                    |
| 134                     | Alexander Cataford (CAN)             | 101.                    |
| 135                     | Alessandro De Marchi (ITA)           | 92.                     |
| 136                     | Alex Dowsett (GBR)                   | 134.                    |
| 137                     | Reto Hollenstein (SUI)               | 129.                    |
| 138                     | Rick Zabel (GER)                     | 137.                    |

| Jumbo-Visma TJV | Jumbo-Visma TJV                             | Jumbo-Visma TJV |
| --------------- | ------------------------------------------- | --------------- |
| Nr.             | Rytter                                      | Placering       |
| 141             | Tom Dumoulin (NED) (enkeltstart)            | DNF-14          |
| 142             | Edoardo Affini (ITA)                        | 97.             |
| 143             | Koen Bouwman (NED)                          | 21.             |
| 144             | Pascal Eenkhoorn (NED)                      | 62.             |
| 145             | Tobias Foss (NOR) (landevej og enkeltstart) | 54.             |
| 146             | Gijs Leemreize (NED)                        | 28.             |
| 147             | Sam Oomen (NED)                             | 20.             |
| 148             | Jos van Emden (NED)                         | 89.             |

| Lotto-Soudal LTS | Lotto-Soudal LTS          | Lotto-Soudal LTS |
| ---------------- | ------------------------- | ---------------- |
| Nr.              | Rytter                    | Placering        |
| 151              | Caleb Ewan (AUS)          | DNS-12           |
| 152              | Thomas De Gendt (BEL)     | 74.              |
| 153              | Matthew Holmes (GBR)      | 116.             |
| 154              | Roger Kluge (GER)         | 149.             |
| 155              | Sylvain Moniquet (BEL)    | 48.              |
| 156              | Michael Schwarzmann (GER) | 133.             |
| 157              | Rüdiger Selig (GER)       | DNF-9            |
| 158              | Harm Vanhoucke (BEL)      | DNF-17           |

| Movistar Team MOV | Movistar Team MOV        | Movistar Team MOV |
| ----------------- | ------------------------ | ----------------- |
| Nr.               | Rytter                   | Placering         |
| 161               | Alejandro Valverde (ESP) | 11.               |
| 162               | Jorge Arcas (ESP)        | 60.               |
| 163               | Will Barta (USA)         | 59.               |
| 164               | Oier Lazkano (ESP)       | 98.               |
| 165               | Antonio Pedrero (ESP)    | 27.               |
| 166               | José Joaquín Rojas (ESP) | 69.               |
| 167               | Sergio Samitier (ESP)    | DNF-7             |
| 168               | Iván Sosa (COL)          | 49.               |

| Quick-Step Alpha Vinyl QST | Quick-Step Alpha Vinyl QST | Quick-Step Alpha Vinyl QST |
| -------------------------- | -------------------------- | -------------------------- |
| Nr.                        | Rytter                     | Placering                  |
| 171                        | Mark Cavendish (GBR)       | 145.                       |
| 172                        | Davide Ballerini (ITA)     | 99.                        |
| 173                        | James Knox (GBR)           | 81.                        |
| 174                        | Michael Mørkøv (DEN)       | DNS-7                      |
| 175                        | Mauro Schmid (SUI)         | 75.                        |
| 176                        | Pieter Serry (BEL)         | 148.                       |
| 177                        | Bert Van Lerberghe (BEL)   | 146.                       |
| 178                        | Mauri Vansevenant (BEL)    | 30.                        |

| BikeExchange-Jayco BEX | BikeExchange-Jayco BEX              | BikeExchange-Jayco BEX |
| ---------------------- | ----------------------------------- | ---------------------- |
| Nr.                    | Rytter                              | Placering              |
| 181                    | Simon Yates (GBR)                   | DNF-17                 |
| 182                    | Lawson Craddock (USA) (enkeltstart) | 107.                   |
| 183                    | Lucas Hamilton (AUS)                | 13.                    |
| 184                    | Michael Hepburn (AUS)               | 112.                   |
| 185                    | Damien Howson (AUS)                 | 33.                    |
| 186                    | Christopher Juul-Jensen (DEN)       | 93.                    |
| 187                    | Callum Scotson (AUS)                | 80.                    |
| 188                    | Matteo Sobrero (ITA) (enkeltstart)  | 70.                    |

| Team DSM DSM | Team DSM DSM          | Team DSM DSM |
| ------------ | --------------------- | ------------ |
| Nr.          | Rytter                | Placering    |
| 191          | Romain Bardet (FRA)   | DNF-13       |
| 192          | Thymen Arensman (NED) | 18.          |
| 193          | Cees Bol (NED)        | DNS-14       |
| 194          | Romain Combaud (FRA)  | 104.         |
| 195          | Alberto Dainese (ITA) | 122.         |
| 196          | Nico Denz (GER)       | 111.         |
| 197          | Chris Hamilton (AUS)  | 39.          |
| 198          | Martijn Tusveld (NED) | 43.          |

| Trek-Segafredo TFS | Trek-Segafredo TFS      | Trek-Segafredo TFS |
| ------------------ | ----------------------- | ------------------ |
| Nr.                | Rytter                  | Placering          |
| 201                | Giulio Ciccone (ITA)    | 25.                |
| 202                | Dario Cataldo (ITA)     | 73.                |
| 203                | Mattias Skjelmose (DEN) | 40.                |
| 204                | Juan Pedro López (ESP)  | 10.                |
| 205                | Bauke Mollema (NED)     | 26.                |
| 206                | Jacopo Mosca (ITA)      | 103.               |
| 207                | Edward Theuns (BEL)     | 131.               |
| 208                | Otto Vergaerde (BEL)    | 119.               |

| UAE Team Emirates UAD | UAE Team Emirates UAD            | UAE Team Emirates UAD |
| --------------------- | -------------------------------- | --------------------- |
| Nr.                   | Rytter                           | Placering             |
| 211                   | João Almeida (POR) (enkeltstart) | DNS-18                |
| 212                   | Rui Oliveira (POR)               | 141.                  |
| 213                   | Rui Costa (POR)                  | 44.                   |
| 214                   | Alessandro Covi (ITA)            | 45.                   |
| 215                   | Davide Formolo (ITA)             | 36.                   |
| 216                   | Fernando Gaviria (COL)           | 128.                  |
| 217                   | Maximiliano Richeze (ARG)        | 142.                  |
| 218                   | Diego Ulissi (ITA)               | 37.                   |